# Love like candy floss
「Love like candy floss」是日本女子組合SweetS的第3張單曲。之後另一女子組合東京女子流亦推出了翻唱版本。

## SweetS單曲

### 概要
「Love like candy floss」是日本的女子組合SweetS的第3張單曲。2004年2月11日由avex trax發行。 
日本電視台系『汐留スタイル!』Stylish Play、OK『デリプラスベーカリー』CM歌曲。

### 收錄曲
1. Love like candy floss
作詞：rom△ntic high 作曲：BOUNCEBACK 編曲：ats-
2. Love like candy floss（Instrumental）

## 東京女子流單曲
「Love like candy floss」是東京女子流的第5張單曲。2011年2月9日由avex trax發行。

### 概要
這是東京女子流首次翻唱其他歌手的歌曲。共有封面A、封面B、封面C（CD和DVD套裝）、封面D（只有CD）4種發售版本。

### 收錄曲
1. Love like candy floss -TGS ver.-
作詞：rom△ntic high 作曲：BOUNCEBACK 編曲：松井寛
2. きっと 忘れない、 -Royal Mirrorball Mix-
作詞：黒須チヒロ 作曲・編曲：松井寛
3. Love like candy floss（Instrumental）

#### 封面A
DVD收錄初披露記錄和Live影像。

#### 封面D
只有CD。

## 外部連結
- YouTube上的東京女子流 / Love like candy floss (音樂影片)
- SweetS官方網站　ディスコグラフィ
- 東京女子流官方網站 ディスコグラフィ